# Ерешкігаль
Ерешкігаль (досл. «володарка потойбіччя») — в шумеро-аккадській міфології богиня, володарка підземного царства Іркалли. Старша сестра і суперниця Інанни, богині любові і родючості, та дружина Нергала, бога підземного царства й палючого сонця. Іноді називалася також Іркаллою за назвою свого царства (як Гель у скандинавів та Аїд у греків).
Під владою Ерешкігаль знаходилися 7 (іноді більше) суддів підземного світу, аннунаки. Головний присвячений їй храм знаходився в Куті.

## У міфології
Ерешкігаль, ймовірно, спочатку уособлювала зимовий, непродуктивний період року, подібно до того як Інанна (Іштар) втілювала весняно-літній. Пізніше її основною функцією став контроль над смертю і загробним світом.
Найбільш докладно про Ерешкігаль розповідається в гімні «Спуск Іштар в пекло», в якому вона виступає як зле і підступне божество смерті, змушуючи Іштар пожертвувати своїм чоловіком Думузі. Інший відомий міф з її участю — історія її шлюбу з Нергалом. У початковій версії цього міфу Нергал був змушений одружитися з нею, щоб загладити свою провину перед нею; в пізнішій версії, навпаки, він фактично захоплював владу над Іркаллою, перемігши Ерешкігаль і одружившись із нею проти її волі.
Згідно з пізнішою версією цього міфу, боги запросили Ерешкігаль на гостину, яку вони влаштовували на небесах, проте та відмовилася бути присутньою, пояснивши це своєю боязню світла, і відправила замість себе слугу на ім'я Намтар. Його неналежна поведінка розгнівала Ану та Еа, і вони послали Нергала, щоб той покарав Ерешкігаль за нанесену образу. Войовничий Нергал мав намір обезголовити богиню, проте її благання про пощаду зворушили його, і він одружився з нею, залишившись в Іркаллі.
Деякі міфи називають першим чоловіком Ерешкігаль Гугалану, що уособлював сузір'я Тельця і убитого Гільгамешем. Її сином від Гугалану називали божество Ніназу. Крім того, вона вважалася матір'ю богині Нунгаль і бога Намтара (батьком останнього вважали то Нерегала, чи Енліля).

## У сучасній культурі
- Персонажка Ерешкігаль фігурує в серії коміксів «Тор».
- Жриця на ім'я Ерішкігаль згадується у комп'ютерній грі Clive Barker's Jericho.
- Під ім'ям Ерішкігаль згадується в пісні «Dusk And Her Embrace» англійського симфо-блек-метал гурту Cradle of Filth.
- Побічно та як частина окремих оповідей згадується у книжковій серії про Конана, котру започаткував Роберт Говард.